# Phum Thmei (gmina)
Phum Thmei – gmina (khum) w północno-zachodniej Kambodży, w północnej części prowincji Bântéay Méanchey, w dystrykcie Thmâ Puŏk. Stanowi jedną z 6 gmin dystryktu.

## Miejscowości
Na obszarze gminy położonych jest 7 miejscowości:
- Kab Chaor
- Kouk Svay
- Rumlum Chrey
- Thmei Lech
- Thmei Kandal
- Thmei Khang Tbong
- Totea